# Microphone Colossus
Microphone Colossus is het eerste soloalbum van de Nederlandse rapper Sticks, in samenwerking met de producer Kubus. Na de positieve samenwerking voor het album "Buitenwesten" van Kubus namen de twee in korte tijd meerdere tracks op, met dit album als resultaat.
Het album zou in eerste instantie "Stickertcampagne" heten, maar omdat de nadruk niet op Sticks moest liggen werd daarvan afgezien. De uiteindelijke titel is een verwijzing naar het album "Saxophone Colossus" van Sonny Rollins, dat Sticks tijdens de opnames vaak beluisterde.

## Tracklist
1. Intro - 2:25
2. Fakkeldrager - 2:49
3. Creatief Proces - 3:23
4. Stickertcampagne - 2:51
5. Hamvraag - 3:25
6. Flowes en Fases - 3:46
7. Nix Te Verliezen - 3:34
8. Microphone Colossus (met Rico) - 3:12
9. Pottenbrekers - 2:00
10. Zoute Haring - 3:38
11. Biri & Jonko - 3:38
12. Vragen - 3:38

## Uitgaven
Cd-edities
| Druk | Jaar | Drager    | Label                 |
| ---- | ---- | --------- | --------------------- |
| 1e   | 2004 | karton cd | Top Notch / PIAS      |
| 2e   | 2008 | karton cd | Top Notch / Universal |